# ピーター・フランプトン (アルバム)
『ピーター・フランプトン』（Peter Frampton）は、イングランドのロック・ミュージシャン、ピーター・フランプトンが1994年に発表した、ソロ名義では11作目のスタジオ・アルバム。

## 背景
「キャント・テイク・ザット・アウェイ」は、ジャーニーのメンバーとして知られるジョナサン・ケインとの共作で、歌詞に関しては、フランプトン自身がキャリアにおいて経験してきた浮き沈みがテーマとなっている。「アウト・オブ・ザ・ブルー」はハンブル・パイ時代の盟友スティーヴ・マリオット（1991年没）との共作で、フランプトンによれば、マリオットのボーカル・パートは4トラックのデモ・テープから流用し、その他のパートは新たに録り直したという。

## 反響・評価
ドイツのアルバム・チャートでは合計3週トップ100入りし、うち2週にわたって89位を記録した。また、「デイ・イン・ザ・サン」は同国のシングル・チャートで97位に達した。
Richie Unterbergerはオールミュージックにおいて5点満点中1.5点を付け「ここで彼が生み出しているサウンドは楽しくて快活だが、ソングライティングに関して言えば、大した閃きも心に残るメロディもない、昔のAORのリフを焼き直した物に過ぎず、音作りに関して言えば、曲の良さや内面的な感情を高めることよりも、ラジオでのエア・プレイを狙ったかのようだ」と評している。

## 収録曲
特記なき楽曲はピーター・フランプトンとケヴィン・サヴィガーの共作。6. 7.はインストゥルメンタル。
1. デイ・イン・ザ・サン - "Day in the Sun" - 4:26
2. ユー・キャン・ビー・シュア - "You Can Be Sure" - 4:27
3. イット・オール・カムズ・ダウン・トゥ・ユー - "It All Comes Down to You" - 6:23
4. ユー - "You" - 5:08
5. キャント・テイク・ザット・アウェイ - "Can't Take That Away" (Peter Frampton, Jonathan Cain) - 5:50
6. ヤング・アイランド - "Young Island" (P. Frampton) - 1:39
7. オフ・ザ・フック - "Off the Hook" - 3:05
8. ウェイティング・フォー・ユア・ラヴ - "Waiting for Your Love" - 5:40
9. ソー・ハード・トゥ・ビリーヴ - "So Hard to Believe" (P. Frampton, John Regan) - 5:14
10. アウト・オブ・ザ・ブルー - "Out of the Blue" (P. Frampton, Steve Marriott) - 4:24
11. シェルター・スルー・ザ・ナイト - "Shelter Through the Night" - 4:27
12. チェンジング・オール・ザ・タイム - "Changing All the Time" - 6:19

### 日本初回盤ボーナス・トラック
1. ダイアモンド・アイズ - "Diamond Eyes" - 3:40

### 2000年再発CDボーナス・トラック
1. "You Can Be Sure (Live/Acoustic)"
2. "Baby I Love Your Way (Live/Acoustic)" (P. Frampton)
3. "All I Want to Be (Is By Your Side)" (P. Frampton)
4. "Show Me the Way (Live/Acoustic)" (P. Frampton)

## 参加ミュージシャン
- ピーター・フランプトン - ボーカル、ギター、ベース・ギター、キーボード
- ケヴィン・サヴィガー - ボーカル(on #9)、キーボード、シンセベース
- スティーヴ・マリオット - ボーカル(on #10)
- ジョナサン・ケイン - エレクトリックピアノ(on #5)
- リー・スカラー - ベース・ギター(on #5, #7)
- ジョン・リーガン - ベース・ギター(on #11)
- ジョン・ロビンソン - ドラムス(on #1, #2, #3, #4, #5, #8, #10)
- デニー・フォンハイザー - ドラムス(on #1, #7, #9, #11)